# Independence Stadium (Gambia)
Das Independence Stadium (seltener auch Independence National Stadium) ist das einzige große Stadion und damit das Nationalstadion des westafrikanischen Staates Gambia. Es liegt in der Stadt Bakau in der Verwaltungseinheit Greater Banjul Area, etwa elf Kilometer westlich der Hauptstadt Banjul und etwa fünf Kilometer nördlich von Serekunda. Bei Länderspielen wird als Austragungsort oft Banjul angegeben, es ist aber dieses Stadion gemeint.

## Der Bau
Das Stadion, das 40.000 Zuschauer fassen kann (nach anderen Angaben nur 25.000), wurde von den Chinesen im Rahmen eines Entwicklungshilfeprojektes komplett mit einer Flutlichtanlage gebaut. Das 38 Millionen US-Dollar (umgerechnet etwa 29 Millionen Euro) teure Stadion ist bei internationalen Begegnungen aber häufig noch zu klein.
Bevor der Bau in den frühen 1980ern erstellt wurde, wurde als Nationalstadium das Box Bar Stadium in Banjul genutzt. Das erste Spiel wurde am 13. November 1984 ausgetragen: Es spielten in der SS Ceesay Trophy Final die Banjul Hawks Football Club gegen die Starlight Gunners.

## Die Nutzung
Das Stadion wird auch für kulturelle Veranstaltungen genutzt, so trat der senegalesische Musiker Youssou N’Dour wiederholt bei gut besuchten Konzerten hier auf.
Das Stadion wird auch von der Regierung genutzt, um Feierlichkeiten durchzuführen, zum Beispiel am Nationalfeiertag, dem 18. Februar, dem Independence Day, oder am Tag des Militärputsches unter dem ehemaligen Präsidenten Yahya Jammeh, dem 22. Juli. Im Jahr 2004, zehn Jahre nach dem Militärputsch, oder wie die gambische Regierung diesen Tag betitelt „10th Anniversary of July 22nd Revolution - a landmark of Development, Progress and Democracy under President Jammeh“ fanden in diesem Stadion Feierlichkeiten mit hochrangigen geladenen Gästen statt.